# Howard Hibbard
Howard Hibbard (23. května1928, Madison – 29. října 1984, New York) byl americký historik umění. Věnoval se především umění v renesanční a barokní Itálii.

## Život
Hibbard byl potomkem emigrantů ze Salisbury, kteří přijeli do Salemu roku 1630. Od roku 1959 učil na Kolumbijské univerzitě a pracoval v letech 1974 až 1978 jako editor v The Art Bulletin.
Byl ženatý a měl tři dcery.

## Dílo
- Bernini, 1965
- Michelangelo, 1978
- The Metropolitan Museum of Art, 1980
- Caravaggio, 1983